# Tiroler Staatsbahn
A k.k. Tiroler Staatsbahn egy osztrák-magyar vasúttársaság volt, amely két különálló pályával rendelkezett.

## K.k. Nordtiroler Staatsbahn (Kufstein–Innsbruck)
A Nordtiroler Staatsbahn nyomvonalát, ami az államhatártól, Kufsteintől Innsbruckig vezetett, Carl Ritter von Ghega, az építési igazgatóság vezetője, a helyszínen megváltoztatta. Így például az Innsbrucki völgyhidat egy később tervezendő vasúti töltésre helyezte át.
1853. április 29-én indult a Wörgl–Innsbruck vonal építése és 1854. augusztus 16-án készült el a Kufstein-Wögl szakasz. 1858. április 29-én nyílt meg a pálya teljes hosszában.

## K.k. Südtiroler Staatsbahn (Bozen–Verona)
A Südtiroler Staatsbahn (Bozen–Verona vonal) fő építésvezetője szintén Ghega volt, az építést Negrelli von Moldelbe vezette.
A Trient–Verona vonalszakasz 1859. március 23-ra készült el. 1859. május 16-ra a Bozen–Trient szakaszt is átadták a forgalomnak.

## További története
Az Innsbruck–Bozen és a Brennerbahn hiányzó összeköttetése 1867. augusztus 17-re készült el.
1858. szeptember 13-án a Tiroler Staatsbahnt a Déli Vasút megvásárolta. Az állam már korábban, 1859. augusztus 15-től bérbe adta az üzemeltetést a Déli Vasútnak.

## Fordítás
- Ez a szócikk részben vagy egészben  a   Tiroler Staatsbahn című német Wikipédia-szócikk ezen változatának fordításán alapul.  Az eredeti cikk szerkesztőit annak laptörténete sorolja fel. Ez a jelzés csupán a megfogalmazás eredetét és a szerzői jogokat jelzi, nem szolgál a cikkben szereplő információk forrásmegjelöléseként.